# Hervedeiras
Hervedeiras (oficialmente y en asturiano: Arbedeiras) es una casería perteneciente a la parroquia de Prendones, en el concejo de El Franco, comarca de Eo-Navia, Principado de Asturias, España.